# Droits de l'homme en Côte d'Ivoire
La Côte d'Ivoire est un pays subsaharien d'Afrique de l'Ouest. C'est une démocratie présidentielle représentative où les droits sont protégés par la constitution, le droit international et la common law. En tant que membre de la Commission africaine des droits de l'homme et des peuples, elle est partie de la Charte africaine des droits de l'homme et des peuples et signataire des principaux accords internationaux relatifs aux droits de l'homme. En 2011, la deuxième guerre civile ivoirienne (en) a vu une augmentation de la violence et des violations des droits de l'homme. Bien que des progrès aient été réalisés vers la réconciliation, le procès de l'ancienne première dame Simone Gbagbo (qui a été acquittée en 2017) suggère que les causes profondes n'ont pas été traitées ; personne n'a été reconnu coupable de crimes contre l'humanité. Selon un rapport de Human Rights Watch de 2018, « l'indiscipline persistante des membres des services de sécurité et les violentes mutineries de l'armée ont démontré la précarité de la stabilité retrouvée du pays ».

## Sources des droits

### Constitution
Les droits de l'homme sont protégés par le titre 1 de la Constitution ivoirienne de 2016 : Droits, libertés et devoirs. 
- L'article 3 protège le droit à la vie.
- L'article 4 protège le droit contre la discrimination fondée sur la religion, l'origine ethnique, la race, les opinions, le statut social ou le sexe.
- L'article 5 interdit l'esclavage, la torture, le travail forcé, les mutilations génitales et la traite des êtres humains.
- L'article 6 protège l'accès libre et égal à la justice.
- L'article 7 protège le droit à un procès équitable et régulier.
- L'article 9 protège le droit à l'éducation et à la santé.
- L'article 11 protège le droit de propriété.
- L'article 15 protège des conditions de travail décentes et un salaire équitable.
- L'article 16 protège les droits des enfants qui travaillent.
- L'article 17 protège le droit de participer à un syndicat.
- L'article 19 protège la liberté de pensée et d'expression.
- L'article 20 protège la liberté d'association.
- L'article 23 protège le droit d'asile de toute personne craignant d'être persécutée en raison de ses convictions religieuses, politiques ou philosophiques.
- L'article 24 protège la culture et l'art[4].

### Lois internationales sur les droits de l'homme
La Côte d'Ivoire a accepté la compétence de la Cour pénale internationale en 2003, rendant le pays responsable des crimes internationaux contre les droits de l'homme commis après le 19 septembre 2002. Elle a signé et ratifié le Statut de Rome de 2002 de la Cour pénale internationale le 15 février 2013. Bien que la Côte d'Ivoire ait signé certaines des principales conventions relatives aux droits de l'homme, elle n'a pas encore signé de traités concernant les droits des travailleurs migrants, l'apartheid et la disparition forcée, la laissant irresponsable devant les Nations unies et d'autres pays.
| Traité | Organisation   | Introduit | Signé | Ratifié |
| --- | -------------- | --------- | ----- | ------- |
| Convention sur l'élimination de toutes les formes de discrimination à l'égard des femmes                                                     | Nations unies  | 1979      | 1980  | 1995    |
| Protocole facultatif à la Convention sur l'élimination de toutes les formes de discrimination à l'égard des femmes                           | Nations unies  | 1999      | -     | 2012    |
| Convention pour la prévention et la répression du crime de génocide                                                                          | Nations unies  | 1948      | -     | 1995    |
| Convention internationale sur l'élimination de toutes les formes de discrimination raciale                                                   | Nations unies  | 1966      | -     | 1973    |
| Pacte international relatif aux droits économiques, sociaux et culturels                                                                     | Nations unies  | 1966      | -     | 1992    |
| Protocole facultatif au Pacte international relatif aux droits économiques, sociaux et culturels                                             | Nations unies  | 2008      | -     | -       |
| Pacte international relatif aux droits civils et politiques                                                                                  | Nations unies  | 1966      | -     | 1992    |
| Protocole facultatif au Pacte international relatif aux droits économiques, sociaux et culturels                                             | Nations unies  | 1966      | -     | 1997    |
| Convention sur l'apartheid | Nations unies  | 1973      | -     | -       |
| Convention sur l'imprescriptibilité des crimes de guerre et des crimes contre l'humanité                                                     | Nations unies  | 1968      | -     | -       |
| Convention contre la torture et autres peines ou traitements cruels, inhumains ou dégradants                                                 | Nations unies  | 1984      | -     | 1995    |
| Protocole facultatif à la Convention contre la torture et autres peines ou traitements cruels, inhumains ou dégradants                       | Nations unies  | 2002      | -     | -       |
| International Convention against Apartheid in Sports                                                                                         | Nations unies  | 1985      | -     | -       |
| Convention relative aux droits de l'enfant                                                                                                   | Nations unies  | 1989      | 1990  | 1991    |
| Protocole facultatif à la Convention relative aux droits de l'enfant concernant l'implication d'enfants dans les conflits armés              | Nations unies  | 2000      | -     | 2012    |
| Protocole facultatif sur la vente d'enfants, la prostitution des enfants et la pornographie mettant en scène des enfants                     | Nations unies  | 2000      | -     | 2011    |
| Protocole facultatif à la Convention relative aux droits de l'enfant sur une procédure de communication                                      | Nations unies  | 2011      | -     | -       |
| Deuxième protocole facultatif se rapportant au Pacte international relatif aux droits civils et politiques, visant à abolir la peine de mort | Nations unies  | 1989      | -     | -       |
| Convention internationale sur la protection des droits de tous les travailleurs migrants et des membres de leur famille                      | Nations unies  | 1990      | -     | -       |
| Convention relative aux droits des personnes handicapées                                                                                     | United Nations | 2006      | 2007  | 2014    |
| Protocole facultatif à la Convention relative aux droits des personnes handicapées                                                           | Nations unies  | 2006      | 2007  | -       |
| Convention internationale pour la protection de toutes les personnes contre les disparitions forcées                                         | Nations unies  | 2006      | -     | -       |

1. 1 2 3 4 5 6 7 8 9 10  Not ratified

## Problèmes

### Crise de 2010-2011
Après les élections de 2010, la Commission électorale indépendante soutenue par les Nations unies annonce qu'Alassane Ouattara est le président de la Côte d'Ivoire. Cependant, Laurent Gbagbo refuse d'accepter les résultats des élections et  fait appel devant le Conseil constitutionnel ivoirien. Le conseil annule les résultats; Gbagbo réclame la présidence, déclenchant l'instabilité politique et la violence. Selon Guillaume Ngefa, directeur adjoint de la division des droits de l'homme de l'opération des Nations unies en Côte d'Ivoire, au moins 462 personnes sont mortes dans les violences. Près de 700 000 Ivoiriens ont été déplacés. 
Les forces de Ouattara arrêtent Gbagbo en 2011 et le remettent à la Cour pénale internationale pour faire face à quatre chefs d'accusation de crimes contre l'humanité, dont le meurtre, le viol et la persécution. Bien que des violations des droits de l'homme aient été commises par les deux parties pendant la crise, seuls les crimes de Gbagbo font l'objet d'une enquête par la Cour pénale internationale.

### Traite d'êtres humains
La traite des êtres humains en Côte d'Ivoire est un problème de longue date. Bien que le pays soit utilisé pour le trafic national et international d'enfants et d'adultes, le trafic national d'enfants est le plus répandu. Le gouvernement des États-Unis a identifié les principales industries pour lesquelles des enfants et des adultes de sexe masculin et féminin sont victimes de la traite ; les femmes sont victimes de la traite principalement à des fins d'exploitation sexuelle et de travail forcé. Le travail des enfants dans l'industrie du cacao est répandu, avec des enfants amenés des pays voisins pour travailler dans de mauvaises conditions dans les plantations. La constitution de 2016 a établi la position ferme du gouvernement sur l'élimination de la traite dans le pays, avec davantage de lois et de sanctions. Le gouvernement a établi un plan quadriennal de lutte contre la traite des êtres humains et a procédé à ses premières arrestations en vertu de la nouvelle législation en 2018.
Le Fonds des Nations unies pour l'enfance (UNICEF) et d'autres organisations travaillent pour aider à réduire et à éliminer la traite des êtres humains en Côte d'Ivoire. Des agents de l'UNICEF sont postés à la frontière du pays pour intercepter les trafiquants d'enfants. Elle et ses organisations partenaires travaillent avec le gouvernement pour aider à renforcer et à faire appliquer les lois existantes.

### Travail des enfants dans l'industrie du cacao
La Côte d'Ivoire qui produit 41 % du cacao mondial, est le premier producteur mondial du cacao ; l'industrie fournit 60% des recettes d'exportation du pays. La production de cacao emploie près de sept millions de personnes dans tout le pays. L'Organisation internationale du travail estime que la Côte d'Ivoire compte 378 000 enfants travailleurs ; à l'époque, le pays n'avait pas signé la Convention sur l'âge minimum (en). Le travail dangereux des enfants dans les plantations de cacao a été largement signalé et les institutions internationales des droits de l'homme ont appelé à une meilleure réglementation d'un problème affectant environ 15 000 enfants esclaves dans les plantations,,. Les gouvernements de Côte d'Ivoire et du Ghana ont signé un accord de coopération bilatérale en 2016 pour lutter contre la traite transfrontalière et le travail forcé des enfants. 

### Cour pénale internationale
La Côte d'Ivoire a accepté la juridiction de la Cour pénale internationale (CPI) en 2003, bien qu'elle n'ait pas été signataire du Statut de Rome à l'époque ; elle a ratifié le statut en février 2013. La CPI a ouvert une enquête après la crise post-électorale de 2011, guidée par le procureur de la CPI, sur tous les crimes allégués du 19 septembre 2002 à nos jours. L'enquête était la première du genre dans laquelle la nation avait accepté la compétence de la cour mais n'avait pas encore signé le Statut de Rome.
Après des enquêtes motu proprio ouvertes par le procureur de la CPI, un mandat d'arrêt est délivré en 2011 contre Laurent Gbagbo. Gbagbo et l'ancien ministre de la Jeunesse Charles Blé Goudé font l'objet d'enquêtes pour crimes contre l'humanité, notamment meurtre, viol, tentative de meurtre et persécution. Bien que Gbagbo soit détenu par la CPI, sa détention est réexaminée à la lumière de sa possible libération pour le reste de son procès. Gbagbo est le premier ancien chef d'État à être jugé par la CPI.

## Ligue ivoirienne des droits de l'homme
La Ligue ivoirienne des droits de l'homme (LIDHO) est un organisme politiquement et religieusement indépendant dont l'objectif est d'assurer un système juridique équitable et légal. Créée le 21 mars 1987, elle s'appuie sur les dons d'organisations partenaires. La ligue se concentre sur la recherche et la production de matériel pédagogique en tant que lobby pour l'état de droit, dénonçant les violations des droits de l'homme et proposant des stratégies pour les surmonter. La LIDHO travaille dans un certain nombre de domaines, y compris l'égalité des sexes et la paix. La ligue n'a été reconnue qu'en 1990, après la fin du règne oppressif de Félix Houphouët-Boigny avec sa mort. Depuis leur reconnaissance, la LIDHO a travaillé avec des institutions internationales pour enquêter sur les violations des droits de l'homme en Côte d'Ivoire et a réuni des organisations de divers horizons religieux, sociaux et politiques dans la Convention de la société civile ivoirienne pour travailler ensemble pour la paix.

## Nations unies
En 2004, l'Opération des Nations unies en Côte d'Ivoire (ONUCI) a été créée pour promouvoir la paix et les droits de l'homme. Formé alors que les troubles entre les partis politiques ivoiriens augmentaient, elle a œuvré pour un accord de paix. L'ONUCI s'est également efforcée de légitimer les élections et de minimiser la violence des deux parties. Pendant la crise politique de 2011, les casques bleus de l'ONU ont travaillé pour assurer la sécurité et la protection des civils pris dans la guerre. Le mandat de l'ONUCI est prolongé à plusieurs reprises pour refléter l'évolution de la situation politique dans le pays. Le secrétaire général de l'ONU Ban Ki-moon a déclaré en mars 2013 que bien que l'opération puisse réduire sa présence militaire en raison d'une stabilité politique accrue, une consolidation de la paix et un dialogue national considérables étaient encore nécessaires. L'opération a pris fin le 30 juin 2017, mais les Nations unies et d'autres organisations de soutien continuent de fournir des fonds et de l'aide pour maintenir la paix et travailler avec le gouvernement pour assurer la stabilité.